# Utricularia graminifolia
Utricularia graminifolia este o specie de plante carnivore din genul Utricularia, familia Lentibulariaceae, ordinul Lamiales, descrisă de Vahl. Conform Catalogue of Life specia Utricularia graminifolia nu are subspecii cunoscute.